# Alipur, Homnabad
Alipur là một làng thuộc tehsil Homnabad, huyện Bidar, bang Karnataka, Ấn Độ.